# 나희집
나희집(羅熙集, 1910년 8월 10일, 서천 ~ 1978년 5월 15일)은 대한민국의 제3대 민의원의원을 지낸 정치인이다.

## 약력
- 보성고등보통학교 수료
- 서천군 시초면 면장
- 서천물자운영조합 상무이사
- 대한독립촉성국민회 서천군지부 위원장
- 대한청년단 서천군단장
- 자유당 서천군당 위원장
- 서천수리조합 조합장
- 서천금융조합 조합장
- 충남도의회 부의장(무소속)

## 역대 선거 결과
|  | 35.81% |

|  | 31.28% |

|  | 3.76% |

## 참고 자료
- 나희집 - 대한민국헌정회